# Єлце
Єлце (словен. Jelce) — поселення в общині Шентюр, Савинський регіон, Словенія. 
Висота над рівнем моря: 462,5 м.